# Relieve de Rumanía

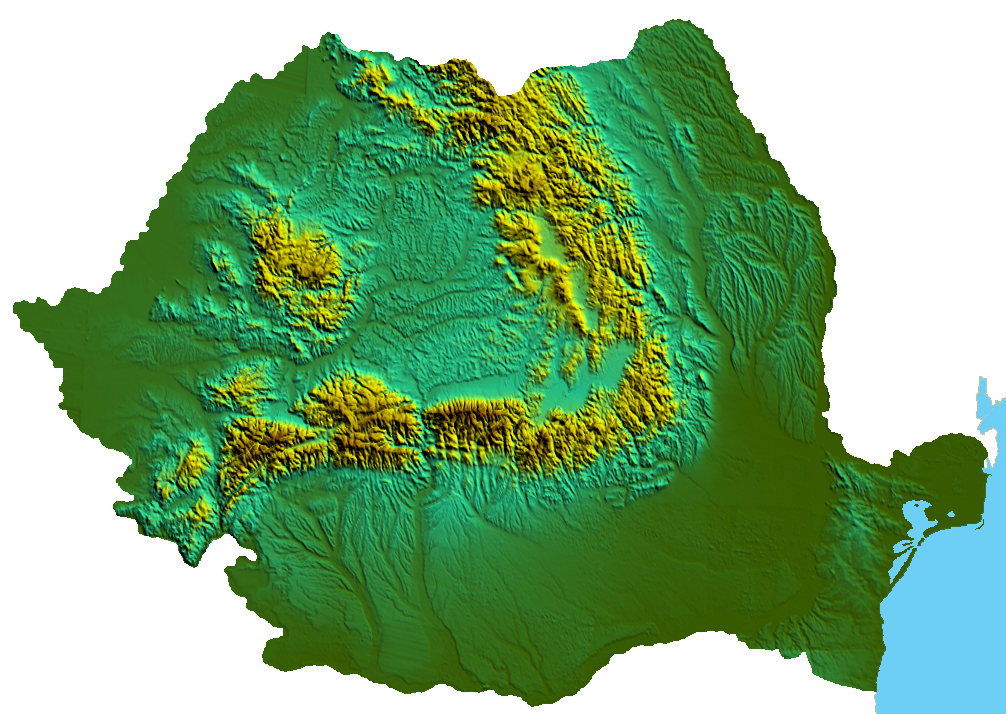
Mapa en relieve de Rumanía

El relieve de Rumanía es muy diverso y complejo. El 28 % de toda la superficie de Rumanía está formado por montañas (de más de 800 m de altitud), mientras que el 42 % por colinas y mesetas (entre 200 y 800 m de altitud) y, el 30 % por llanuras (de menos de 200 m de altitud).
El relieve se centra en la cordillera de los Cárpatos. En el centro del territorio se encuentra la Meseta de Transilvania, rodeada por las cordilleras de los Cárpatos Oriental, Meridional y Occidental, en el exterior de las cuales se encuentran, a un nivel inferior, mesetas y llanuras, a las que se accede a través de las montañas subcarpáticas.
La diversidad también es una de las características del relieve de Rumanía. La existencia de un relieve estructural se manifiesta gracias a los desniveles de los Cárpatos y la meseta norte de Dobruja. Además, las placas tectónicas de Dobruja se formaron sobre restos hercínicos en condiciones de erosión diferencial de la penillanura. El relieve sobre petrografía se encuentra sobre rocas cristalinas en los Cárpatos y en la meseta de Dobruja. El relieve que ha crecido sobre rocas solubles representa más del 20 % del territorio del país, siendo el relieve kárstico el más relevante en la zona de los Cárpatos. Sin embargo, también hay relieve sobre areniscas y conglomerados, en las zonas orogénicas, junto a las que evolucionan el relieve volcánico y el incrustado en rocas metamórficas. En los niveles inferiores abunda el relieve sobre arcillas, margas y dunas. El relieve glaciar se encuentra en las partes altas de los Cárpatos Meridionales y en los montes Rodna, en forma de circos glaciares, mientras que el relieve periglacial se distribuye, de forma irregular, por todo el país. Asimismo, los relieves fluviales y costeros también se encuentran en lugares específicos del territorio de Rumanía.
El relieve de Rumanía tiene cuatro características: variedad, proporcionalidad, complementariedad y asimetría, dada la gran diversidad del relieve, la distribución aproximadamente equitativa de las principales formas de relieve (35 % montañas, 35 % colinas y mesetas, y 30 % llanuras) y la agrupación del relieve, Los Cárpatos de Rumanía se extienden como un aro que encierra la meseta de Transilvania una gran depresión, en el centro del país. Se trata de montañas fragmentadas de mediana altitud que cuentan con suelo y pastos alpinos y extensas superficies erosionadas, cuya máxima altitud se alcanza en la cima de Moldoveanu (desde las montañas Făgăraș), a 2.544 metros. Los Cárpatos tienen una longitud de 910 kilómetros
En las afueras se encuentran los subcárpatos y las colinas occidentales. Son los lugares más poblados de la zona, debido a la riqueza en recursos subterráneos (petróleo, carbón, sal) y a las condiciones favorables para el cultivo de vides y árboles frutales. Al este y al sur se extienden tres grandes mesetas (la de Moldavia, la de Dobruja y la de Getic), pero también la Meseta de Mehedinți, mientras que al sur y al oeste se extienden dos grandes llanuras: la Gran llanura Rumana (que se estrecha hacia el este) y la Llanura Occidental.